# 思春期ちゃんのしつけかた
『思春期ちゃんのしつけかた』（ししゅんきちゃんのしつけかた）は、中田ゆみによる日本の漫画作品。『月刊ComicREX』（一迅社）にて2019年4月号から2025年8月号まで連載。

## ストーリー
第0話 - 第4話（単行本第1巻）
憧れの先輩を追って高校に進学した耕介は同じクラスの女子・かのんと出会うが、かのんは父の再婚相手の娘で2人は義兄妹となる。そのうえ、耕介はかのんの恥ずかしい秘密を目撃してしまい、見られたかのんは耕介の「お家彼女」になることを宣言する。
第5話 - 第8話（単行本第2巻）
勢い余って「お家彼女になる」と宣言したかのんと義兄妹の関係を貫こうとする耕介。順調に仲が近づきつつあった2人の目の前に耕介が憧れる先輩・心乃香が現れ、耕介のファーストキスを奪ったことを告白する。
第9話 - 第12話（単行本第3巻）
耕介とかのんは両親が行けなくなった新婚旅行を代わりに行くこととなる。旅行当日、耕介と2人っきりの旅行で浮かれていたかのんであったが、旅館に到着すると、そこには心乃香の姿があった。
第13話 - 第16話（単行本第4巻）
生徒会の手伝いでプール清掃をすることとなった耕介達。心乃香、音夢子、咲良などが各々個性的な水着で現れ、ラッキースケベなハプニングが起きつつも無事清掃を終えることが出来た耕介達であったが、清掃中の耕介と心乃香のやりとりで、耕介への心乃香の言動の変化に危機感を抱いたかのんは、「お家彼女」の座を死守すべく、大胆な行動に打って出る。
第17話 - 第20話（単行本第5巻）
かのんとの夏休みデートの約束を目前に控えている耕介は、当日のデートプランについて悩んでいた。そんな折、心乃香から突飛なアドバイスを受けることとなる。
第21話 - 第24話（単行本第6巻）
文化祭準備の真っ只中、耕介、生徒会メンバー、クラスメイト共に地元の花火大会を訪れたかのんは、祭り会場でも義兄・耕介をめぐって、恋敵である心乃香に意地を見せる。その後、学校では文化祭準備週間が始まり、着々と文化祭の準備が進む中、かのんは3年生の先輩から告白を受ける。
第25話 - 第28話（単行本第7巻）
目の前で耕介が心乃香から告白される様を見て意気消沈するかのんだったが、沙由姫からの助言で心乃香に対抗することを決意し、耕介に文化祭で一緒に回るよう申し込むが心乃香に先を越されてしまう。文化祭当日、生徒会の案内係の手伝いをすることとなったかのんは、予期せぬ迷子の来訪に苦慮するが、保護者探しも兼ねて耕介と共に文化祭を回ることとなる。

## 登場人物

### 主要人物
白鳥 耕介（しらとり こうすけ）
5月6日生まれ。都立大泉西高等学校1-B。父親の再婚によって同じクラスの女子・かのんの義兄となった本作の主人公。
かのんから「お家彼女」になると宣言されたものの、かのんとは義兄妹の関係を貫こうとする。中学校の頃に水泳部に所属していたこともあってか大食い。
水泳部の合宿の最中に足をつって溺れていたところを当時部長だった心乃香に助けられてから彼女を「命の恩人」と慕い、憧れを抱いている。
飯島 かのん / 白鳥 かのん（いいじま かのん / しらとり かのん）
2月22日生まれ。身長145cm。都立大泉西高等学校1-B。母親の再婚によって耕介の義妹となった本作のヒロイン。
未だに陰毛が生えていないことを気にしており、生えているか確認している様子を耕介に見られ、その責任として自分に彼氏が出来るまでの間、お家限定の彼女にしてもらうよう耕介に要求する。
匂いフェチで、偶然嗅いだ耕介の匂いに惹かれて彼を意識するようになり、好意を抱く。また、同時に心乃香に対して対抗意識を燃やしている。
「失恋彼女は2度転生する」（通称・にどてん）という少女漫画を愛読している。
笹原 心乃香（ささはら このか）
都立大泉西高等学校2-A。生徒会書記・副会長。
耕介の中学校時代からの先輩で、中学校時代は水泳部の部長を務めた。
かのんに「耕介のファーストキスを奪った」と告白し、かのんを動揺させたのち、それが水泳部の合宿で耕介が溺れて意識を失った際に行った人工呼吸であると説明。それでも嫉妬するかのんを愛らしく思い、かのんに「おすそわけ」と称してキスをし、彼女のファーストキスを奪う。以降、かのんを溺愛するようになる。
生えている陰毛が5本と少なく、かのんと似た悩みを抱えている。

### 学校関係者等
如月 音夢子（きさらぎ ねむこ）
かのんの友人。都立大泉西高等学校1-B。
かのん、沙由姫と行動することが多く、度々かのんの恋の悩みに耳を貸し、助言を与える。同じ学校で教師として働く松前とは幼馴染で好意を寄せているが、彼から子ども扱いされていることに不満を感じている。
高嶋 沙由姫（たかしま さゆき）
かのんの友人。都立大泉西高等学校1-B。
かのん、音夢子と行動することが多く、音夢子と同様、かのんの恋の悩みに助言を与えるが、耕介との性行為に備えるため、耕介から勃起サイズを聞き出すよう提案するなど、過激な発言が多い。
洲崎 莉音（すざき りお）
沙由姫の幼馴染の中学生。14歳。大泉南中学校2年生。沙由姫のことを「沙由姉」と呼んでいる。
女装した姿は美少女にしか見えないが、紛れも無い男。小学5年生の頃に生き物の世話をサボった同級生を注意したことでイジメを受けるようになり、そのことを沙由姫に相談したところ、可愛さを逆手にとって女装する様に勧められ、その姿のまま登校したことを機にいじめはなくなった。しかし予想外に可愛いかったことで熱が入り、莉音を女装させることがの沙由姫の趣味となってしまった。
沙由姫曰く正義感が強く、心乃香の自由奔放な振る舞いに憤り、彼女を咎めるべく高校を訪れ、心乃香に対して本気ではないのに誰かと付き合うことは良くないと釘を刺した。
大石 咲良（おおいし さくら）
心乃香の友人。都立大泉西高等学校2-C。生徒会会計・会長。心乃香達の応援を受けて生徒会長に当選する。
クールで一見近寄り難い印象だが、当人は後輩に慕われることを望んでいる。
松前 清志郎（まつまえ せいしろう）
都立大泉西高等学校の国語教師。25歳。生徒会顧問。音夢子の幼馴染で、彼女から「シロちゃん」「シロちゃん先生」と渾名で呼ばれているが、当人は生徒との公私混同を避けようとしており、学校内でも渾名で呼ぶ音夢子に対し、学校内では「松前先生」と呼ぶよう注意している。
宝田（たからだ）
耕介の同級生。官能的な妄想を嗜んでおり、耕介とかのんが義兄妹になった際には「妄想がはかどる」などと話した。
林田（りんだ）
耕介の同級生。咲良に好意を寄せている様子。
黒崎 真亜菜（くろさき まあな）
都立大泉西高等学校手芸部部長。心乃香の友人で、コスプレイヤー。
常に衣装のことを考えており、コスプレをしている時はテンションが上がる。

### 主要人物の家族
飯島 悠乃 / 白鳥 悠乃（いいじま はるの / しらとり はるの）
かのんの実母、耕介の義母。出版社に勤務しており、小説部門を担当している。
娘想いな一面があり、かのんが耕介に好意を寄せていることを察し、自分と康久が行く予定だった新婚旅行に耕介と2人で行くよう提案する。
白鳥 康久（しらとり やすひさ）
耕介の実父、かのんの義父。耕介曰く無口な性格。
悠乃と同じ出版社に勤めており、かつては漫画編集部で悠乃と先輩後輩の関係であった。
かのんと距離があることを気にしていたが、めいかがイラストを担当した小説の話題で意気投合し、かのんからパパと呼ばれるようになる。
桜井 めいか（さくらい めいか）
耕介の実母、康久の前妻。「失恋彼女は2度転生する」（通称・にどてん）を連載する漫画家。悠乃とは知人関係にあり、彼女からは「明佳ちゃん」と呼ばれている。
康久とはできちゃった結婚で、耕介が保育園に通っている頃に漫画家として売れ始め、家事、育児、仕事に追われて過労で倒れた様子を、当時めいかの担当編集者を務めていた康久が見かね、自由になるよう諭される。康久との離婚後、漫画業に専念することとなったが、悠乃曰く、自分のわがままを受け入れてくれた耕介と康久に対する負い目から無理しがちなところがあると言う。

## 書誌情報
- 中田ゆみ『思春期ちゃんのしつけかた』一迅社〈REXコミックス〉、既刊11巻（2025年1月27日現在）
  1. 2019年8月5日発行（7月29日発売[3][10]）、ISBN 978-4-7580-6815-4[11] / ISBN 978-4-7580-6816-1（特装版）
  2. 2020年2月5日発行（1月27日発売[4][12]）、ISBN 978-4-7580-6845-1 / ISBN 978-4-7580-6846-8（特装版）
  3. 2020年8月5日発行（7月27日発売[13][14]）、ISBN 978-4-7580-6878-9 / ISBN 978-4-7580-6879-6（特装版）
  4. 2021年2月5日発行（1月27日発売[6][7]）、ISBN 978-4-7580-6905-2 / ISBN 978-4-7580-6906-9（特装版）
  5. 2021年8月5日発行（7月27日発売[8][15]）、ISBN 978-4-7580-6933-5 / ISBN 978-4-7580-6934-2（特装版）
  6. 2022年3月5日発行（2月26日発売[9][16]）、ISBN 978-4-7580-6962-5 / ISBN 978-4-7580-6963-2（特装版）
  7. 2022年8月5日発行（7月27日発売[17][18]）、ISBN 978-4-7580-6992-2 / ISBN 978-4-7580-6993-9（特装版）
  8. 2023年3月27日発売[19][20]、ISBN 978-4-7580-8414-7 / ISBN 978-4-7580-8415-4（特装版）
  9. 2023年10月27日発売[21][22]、ISBN 978-4-7580-8452-9 / ISBN 978-4-7580-8453-6（特装版）
  10. 2024年5月27日発売[23][24]、ISBN 978-4-7580-8526-7 / ISBN 978-4-7580-8527-4（特装版）
  11. 2025年1月27日発売[25][26]、ISBN 978-4-7580-8642-4 / ISBN 978-4-7580-8643-1（特装版）

### 引用話数
1. 1 2 3 4 5  
中田ゆみ (w). "出会いは突然" 思春期ちゃんのしつけかた, vol. 1, no. 0, pp. p3 (2019年). 一迅社
2. 1 2 3 4 5 6 7  
　中田ゆみ (w). "消去は無理でも上書き保存" 思春期ちゃんのしつけかた, vol. 2, no. 5, pp. p3 (2020年). 一迅社
3. 1 2 3 4  
中田ゆみ (w). "君を知るたび（前編）" 思春期ちゃんのしつけかた, vol. 3, no. 10, pp. p45 (2020年). 一迅社
4. 1 2 3 4  
中田ゆみ (w). "ココロクリーニング！" 思春期ちゃんのしつけかた, vol. 4, no. 14, pp. p45 (2021年). 一迅社
5. ↑  
中田ゆみ (w). "デートの定義（とは？）" 思春期ちゃんのしつけかた, vol. 5, no. 17, pp. p3 (2021年). 一迅社
6. ↑  
中田ゆみ (w). "いずれあの日の花火" 思春期ちゃんのしつけかた, vol. 6, no. 21, pp. p3 (2022年). 一迅社
7. ↑  
中田ゆみ (w). "告白の流儀" 思春期ちゃんのしつけかた, vol. 6, no. 24, pp. p129 (2022年). 一迅社
8. ↑  
中田ゆみ (w). "嵐のその後" 思春期ちゃんのしつけかた, vol. 7, no. 25, pp. p3 (2022年). 一迅社
9. 1 2  
中田ゆみ (w). "パパと娘と兄と本" 思春期ちゃんのしつけかた, vol. 7, no. 27, pp. p85 (2022年). 一迅社
10. ↑  
中田ゆみ (w). "（恋の）ご案内いたします" 思春期ちゃんのしつけかた, vol. 7, no. 28, pp. p125 (2022年). 一迅社
11. 1 2 3  
中田ゆみ (w). "上下関係下克上" 思春期ちゃんのしつけかた, vol. 1, no. 2, pp. p55 (2019年). 一迅社
12. 1 2 3 4 5 6  
中田ゆみ (w). "出会いは再び" 思春期ちゃんのしつけかた, vol. 1, no. 1, pp. p15 (2019年). 一迅社
13. 1 2 3 4 5 6 7  
中田ゆみ (w). "新しい苗字になりました" 思春期ちゃんのしつけかた, vol. 1, no. 3, pp. p95 (2019年). 一迅社
14. 1 2 3 4 5 6 7 8  
中田ゆみ (w). "ふたりのおかあさん" 思春期ちゃんのしつけかた, vol. 6, no. 22, pp. p45 (2022年). 一迅社
15. ↑  
中田ゆみ (w). "同居生活アップダウン" 思春期ちゃんのしつけかた, vol. 1, no. 4, pp. p139 (2019年). 一迅社
16. 1 2 3  
中田ゆみ (w). "油断大敵乙女トーク" 思春期ちゃんのしつけかた, vol. 2, no. 8, pp. p125 (2020年). 一迅社
17. 1 2 3 4 5 6 7  
中田ゆみ (w). "花よりも花らしく" 思春期ちゃんのしつけかた, vol. 7, no. 26, pp. p43 (2022年). 一迅社
18. 1 2 3  
中田ゆみ (w). "女子？会議は踊る" 思春期ちゃんのしつけかた, vol. 3, no. 12, pp. p131 (2020年). 一迅社
19. ↑  
中田ゆみ (w). "くらやみおふろちゃれんじ" 思春期ちゃんのしつけかた, vol. 2, no. 7, pp. p85 (2020年). 一迅社
20. 1 2 3  
中田ゆみ (w). "曇りのち雨、晴れ" 思春期ちゃんのしつけかた, vol. 4, no. 13, pp. p3 (2021年). 一迅社
21. 1 2 3  
中田ゆみ (w). "プレゼントいかがです？" 思春期ちゃんのしつけかた, vol. 2, no. 6, pp. p45 (2020年). 一迅社
22. ↑  
中田ゆみ (w). "デート余波編" 思春期ちゃんのしつけかた, vol. 5, no. 19, pp. p87 (2021年). 一迅社
23. ↑  
中田ゆみ (w). "新たなる扉を開けろ" 思春期ちゃんのしつけかた, vol. 3, no. 9, pp. p3 (2020年). 一迅社